# Kamillianersiedlung
Koordinaten: 51° 12′ N, 6° 40′ O
Die Kamillianersiedlung liegt im Norden des Neusser Stadionviertels. 
Das Bauprojekt der Stadt entstand in den 1920er Jahren und bildete in seiner Architektur ein sich vom bisherigen Baustil abhebendes neues Wohnviertel der Stadt. Zusammen mit der benachbarten Klara-Fey-Siedlung bildet es in seiner Gesamtheit ein Baudenkmal, das am 9. April 1992 eingetragen wurde.
Bei den in den Jahren 1924–28 von der Neusser Wohnungsgenossenschaft für Beamte und Privatangestellte GmbH errichteten Bauwerken handelt es sich überwiegend um Doppelhäuser mit einem Backsteinmauerwerk. Die Eckhäuser werden durch Ladengeschäfte und verkröpfte Erker betont. Im unmittelbaren Umfeld der Siedlung befinden sich das in den 1910er Jahren errichtete Kamillianerkloster sowie die Sportanlagen des etwa zeitgleich mit der Kamillianersiedlung gebauten Jahnstadions.